# Max Leiß
Max Leiß  (* 1986 in Kaiserslautern) ist ein deutscher Jazzmusiker (Kontrabass).

## Wirken
Leiß begann mit 16 Jahren Bassgitarre zu spielen, ein Jahr später begann er zusätzlich, klassischen Kontrabass zu lernen. Zwischen 2005 und 2009 studierte er an der Hochschule für Musik Nürnberg bei Rudi Engel und Christian Diener bis zum Diplom. Ein anschließendes Masterstudium absolvierte er 2011 am Conservatorium van Amsterdam bei Ernst Glerum, Ruud Ouwehand und Frans van der Hoeven. Weiterhin besuchte er Workshops bei John Clayton, Justin DiCioccio, Todd Coolman, Branford Marsalis und Kurt Rosenwinkel.
Leiß gehörte von 2009 bis 2011 zum Bundesjazzorchester, mit dem er auch in Südafrika und Indien tourte. Als Mitglied der Bands Jean Quadrat, Johannes Ludwig Quintett und Bobcats tourte er durch Deutschland. Seit 20212 lebt er in Berlin. Mit dem Saxophonisten Markus Ehrlich und dem Schlagzeuger Julian Fau gründete er sein Max Leiß Trio, mit dem das Album Swiss Encounter (2022) entstand. Weiterhin spielte er mit Bernhard Pichl, John Ruocco, Klaus Graf, Johannes Lauer, Johannes Enders, Jasper Blom und mit Markus Ehrlichs Flexibler Eingreiftruppe. Er ist auch auf Alben von Andreas Böhlen, Sebastian Böhlen, dem Nue Quartet und Rebecca Treschers Ensemble 11 zu hören.